# Trappistenbier

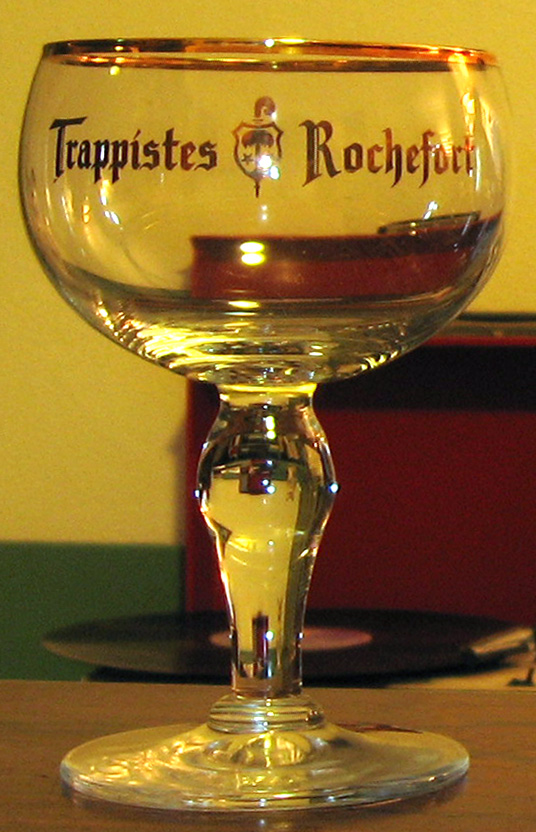
Trappistenbier wird aus Kelchgläsern getrunken

Das Trappistenbier ist ein durch oder unter Aufsicht von Trappistenmönchen gebrautes Bier. Das Bier muss in einem Trappistenkloster oder in dessen unmittelbarer Umgebung hergestellt werden. Der Erlös ist ohne eigenständiges Gewinnstreben den materiellen, geistigen und geistlichen Bedürfnissen der Mönche, dem Erhalt der Gebäude und deren Einrichtung und der Umgebung des Klosters zuzuführen. Eventuelle Überschüsse aus umsichtiger Betriebsführung dienen wohltätigen oder sozialen Zwecken oder für die Bedürfnisse anderer Trappistenklöster.

## Hintergrund
Das Leben der Mönche unterteilt sich in Beten, Lesen und Arbeiten. Sie stellen auch Nahrungsmittel wie Käse, Brot, Gemüse und eben Bier her. Das Bierbrauen ist eine wichtige Einnahmequelle. Im Gegensatz zu den übrigen Abteibieren wird Trappistenbier von den Mönchen selbst gebraut und der Erlös ist für den Eigenbedarf sowie soziale Zwecke gedacht. Der Alkoholgehalt des Trappistenbiers liegt oft sehr hoch, zwischen 6 und 12 Prozent. Es gibt etwa 43 verschiedene Sorten Trappistenbier. Die Bezeichnung Bière Trappiste ist eine Herkunftsbezeichnung mit strengen Kriterien. Meist ist Trappistenbier in 0,33-Liter-Flaschen erhältlich. Chimay und Westmalle vertreiben auch 0,75-Liter-Flaschen, die mit einem Champagnerkorken verschlossen sind.

## Die gegenwärtigen Trappistenbiere und -brauereien

Qualitätslogo der Internationalen Trappistenvereinigung

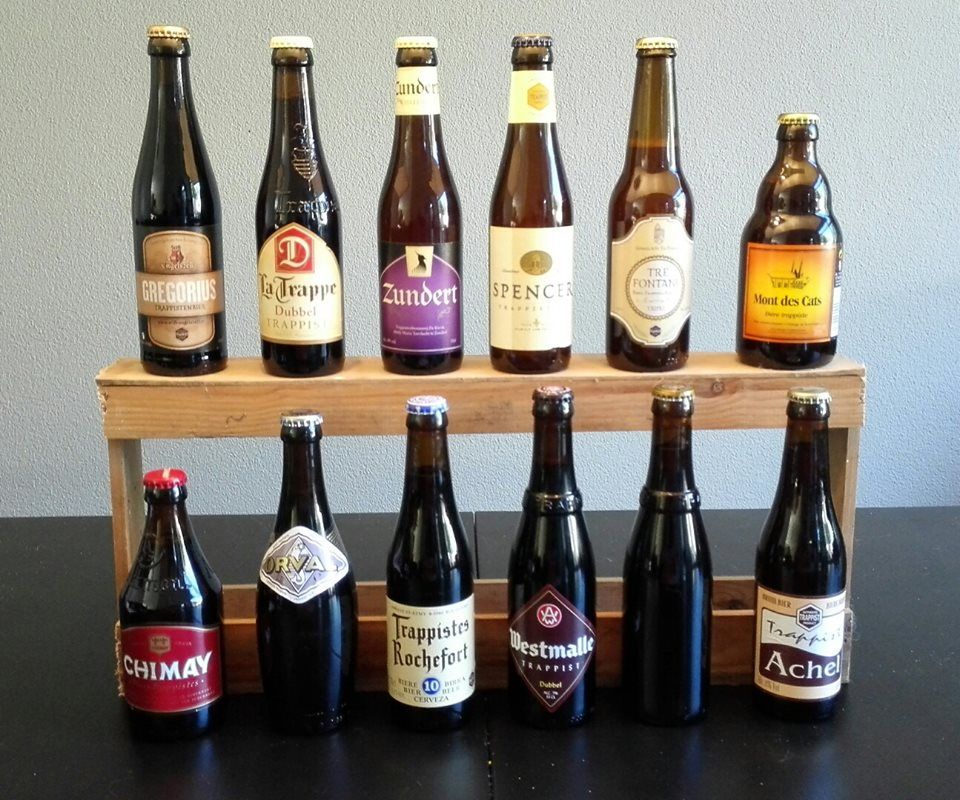
Elf verschiedene Trappistenbiere (August 2015, ohne Etikett: Westvleteren), außerdem Mont des Cats, das kein Trappistenlogo trägt

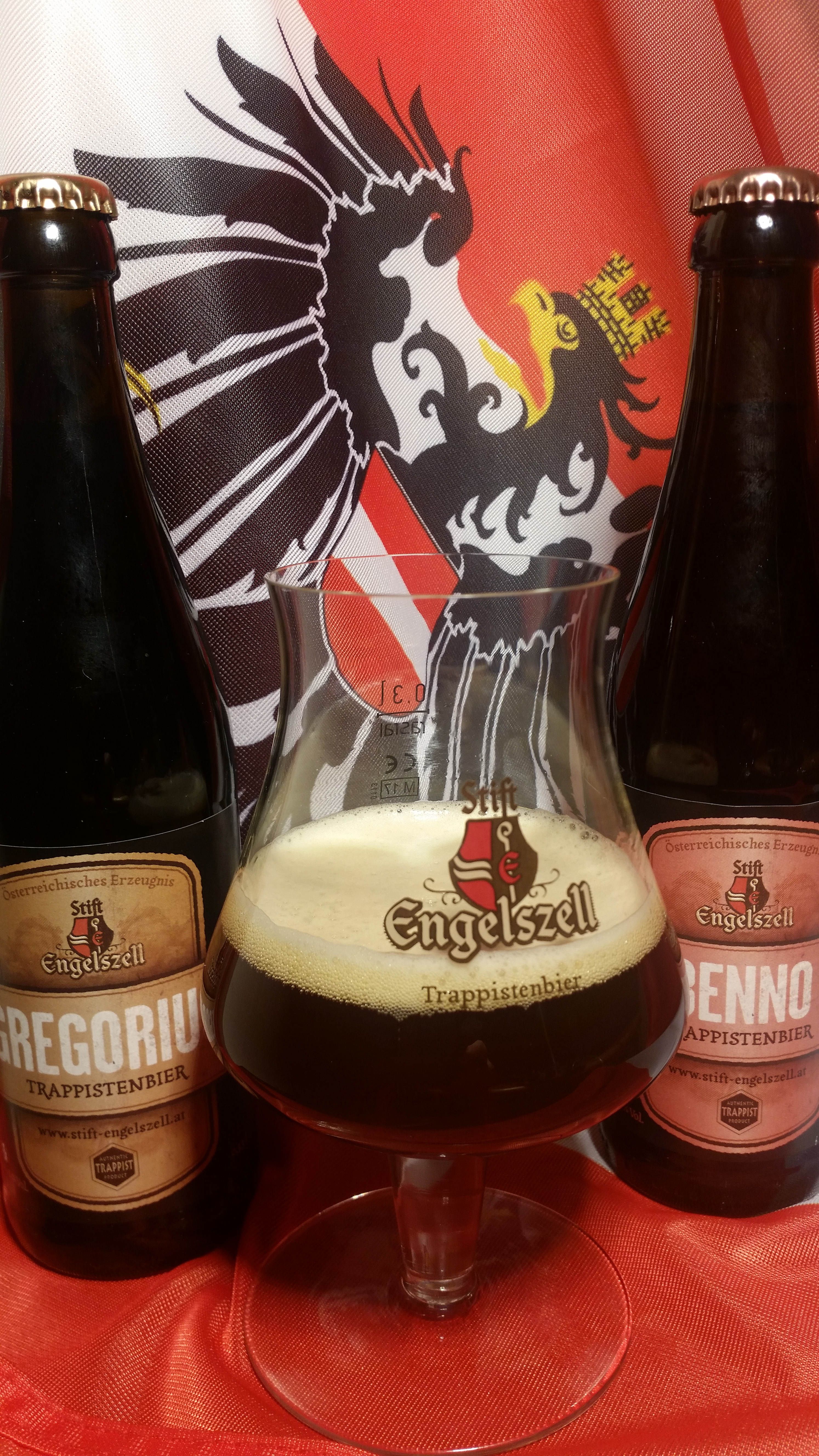
Österreichisches Trappistenbier aus Stift Engelszell

Es gibt (Stand: Juli 2023) 10 Trappistenbrauereien, davon fünf in Belgien (Chimay, Orval, Rochefort, Westmalle, Westvleteren), zwei in den Niederlanden (La Trappe, Zundert) und je eine in Österreich (Stift Engelszell), in Italien (Tre Fontane) und in England (Mount St. Bernard). Fünf davon haben erst vor relativ kurzer Zeit ihren Betrieb aufgenommen. Seit dem 1. Juni 2012 wird im Stift Engelszell in Oberösterreich wieder Trappistenbier unter den Namen „Gregorius“, „Benno“ und „Nivard“ gebraut. Seit 2019 gibt es noch zusätzlich ein für die Region typisches Weißbier, die Trappistenweiße Hell. Im Dezember 2013 erhielt die erste außereuropäische Trappistenbrauerei in der Saint Joseph’s Abbey in Spencer/Massachusetts in den Vereinigten Staaten das Recht, ihre Bierflaschen mit dem Trappistenlogo zu versehen. Anfang Mai 2015 gab die Internationale Trappistenassoziation bekannt, dass die italienische Trappistenabtei Abbazia delle Tre Fontane in Rom das Recht erhalten habe, ihre Biere mit dem Trappistensiegel zu versehen. Die italienischen Trappistenmönche brauen spezielle Biere mit Eukalyptus-Aroma. Das Kloster verfügt über große Eukalyptus-Pflanzungen. Ebenso konnte sich auch die niederländische Brauerei in der Abtei Maria Toevlucht unter die Trappistenbrauereien einreihen. Seit dem 16. März 2016 wird von dem traditionsreichen spanischen Kloster San Pedro de Cardeña ein Trappistenbier vertrieben, bisher noch ohne Logo. Am 25. Juni 2018 erhielt auch die nahe Coalville gelegene englische Mount Saint Bernard Abbey das exklusive Trappistenlogo.
Die Biere dieser Brauereien tragen das Logo der Internationalen Trappistenvereinigung, das die Authentizität bestätigt. Um das Logo tragen zu dürfen, müssen folgende Bedingungen erfüllt sein: das Bier muss in einer Trappistenbrauerei unter der Aufsicht und Verantwortung von Trappistenmönchen gebraut sein und die Mehrheit der mit dem Bierverkauf erzielten Einnahmen müssen wohltätigen Zwecken zugeführt werden. Die Biersorte La Trappe aus den Niederlanden musste dieses Logo zwischen 1999 und 2005 von den Flaschen nehmen, da sie eine Übereinkunft mit dem Bavaria-Braukonzern eingegangen war, so dass das Trappistenbier nicht mehr ausschließlich von Trappistenmönchen gebraut wurde. Nach einem Übereinkommen mit Bavaria im Jahr 2005 wurde die Bierbrauerei von La Trappe jedoch so geregelt, dass das Logo wieder verwendet werden durfte. Die Trappistenbiere sind nicht notwendig nach dem deutschen Reinheitsgebot gebraut. Beispielsweise enthält das oben erwähnte Tre Fontane-Bier Eukalyptus-Aromen, Rochefort wird mit zusätzlichem Zucker gebraut und das Bier aus Stift Engelszell enthält als Zutat unter anderem Honig.
Seit Juni 2011 verkauft auch die französische Abbaye du Mont des Cats (Abdij op de Katsberg) in Godewaersvelde (Französisch-Flandern) ein Trappistenbier unter dem Namen Mont des Cats. Dieses darf jedoch nicht das Trappistenlogo tragen, da es nicht vor Ort, sondern in der Abtei Notre-Dame de Scourmont bei Chimay in Belgien gebraut wird.
Ab 2014 wurde ein Starkbier unter dem Namen „Fluitter“ in Kooperation mit der Trappistenabtei Mariawald von der Bitburger Brauerei in Bitburg/Eifel nach dem deutschen Reinheitsgebot gebraut und abgefüllt.
Seit 2016 wird in der Abtei San Pedro de Cardeña ein Trappistenbier gebraut, das bisher nicht das Trappistenlogo tragen darf, da es außerhalb der Klostermauern hergestellt wird.
Seit Januar 2021 darf die Sint-Benedictusabdij in Hamont-Achel, Limburg das Trappistenlogo nicht mehr verwenden, da die letzten beiden Mönche in die Abtei Westmalle gezogen sind. Achel bleibt eine Trappistenabtei und die dort gebrauten Biere tragen weiterhin den eingetragenen Markennamen „Trappist“. Nur das hexagonale ATP-Logo verschwindet ab 2021 vom Etikett und wird durch das Klosterwappen von Achel ersetzt. Im Januar 2023 hat das Bier seine Anerkennung verloren, weil die Abtei an eine Privatperson verkauft wurde.
2022 gab die St. Joseph’s Abbey in Spencer, Massachusetts bekannt, ihre Bierproduktion wegen fehlender Rentabilität einzustellen.
Am 13. Mai 2025 wurde in einer Pressemitteilung bekannt gegeben, dass Abtei Maria Toevlucht in Zundert (NL) und Brauerei nach dem Sommer 2025 endgültig geschlossen würden. Die Mönche würden in andere Abteien umziehen.
| Biermarke         | Kloster-Brauerei                                                                                  | Brauerei seit | Biersorten | Volumen (hl)    |
| ----------------- | ------------------------------------------------------------------------------------------------- | ------------- | --- | --------------- |
| Chimay            | Abtei Notre-Dame de Scourmont in Chimay, Provinz Hennegau                                         | 1862          | Chimay dorée (4,8 %), Rouge (7 %), Triple (8 %), Bleu (9 %), Vert / 150 (10 %), 175 (6,5 %), Grande Réserve (10,5 %)                                                          | 120.000 (2006)  |
| La Trappe         | Abtei Koningshoeven in Berkel-Enschot, Provinz Noord-Brabant                                      | 1884          | Puur (4,7 %), Witte Trappist (5,5 %), Blond (6,5 %), Dubbel (7 %), Bockbier (7 %), Isid’or (7,5 %), Tripel (8 %), Quadrupel (10 %), Quadrupel Oak Aged (11 %), Nillis (0,0 %) | 100.000         |
| Orval             | Abtei Orval in Florenville, Provinz Luxemburg                                                     | 1932          | Orval (6,2 %), Orval Vert (3,5 %), Hausbier (1 %) | 45.000 (2006)   |
| Rochefort         | Abtei Notre-Dame-de-Saint-Rémy in Rochefort, Provinz Namur                                        | 1595          | Rochefort 6 (7,5 %), Rochefort 8 (9,2 %), Rochefort 10 (11,3 %), TripleExtra (8,1 %)                                                                                          | 20.000 (2006)   |
| Westmalle         | Abtei Onze-Lieve-Vrouw van het Heilig Hart in Westmalle, Provinz Antwerpen                        | 1836          | Dubbel (7 %), Tripel (9,5 %), Extra (4,8 %), Duo (7,2 %) | 120.000         |
| Westvleteren      | Sint-Sixtusabdij in Vleteren, Westflandern                                                        | 1839          | Westvleteren 6 (5,8 %), Westvleteren 8 (8 %), Westvleteren 12 (10,2 %) | 4.700 (2006)    |
| Stift Engelszell  | Klosterbrauerei Stift Engelszell, im Innviertel, Oberösterreich                                   | 2012          | Gregorius (10,5 %), Benno (6,9 %), Festbier (6,0 %), Nivard (5,5 %), Trappistenweiße Hell (4,9 %), Trappisten Zwickl (4,7 %), 1293er (4,9 %)                                  | 1.500 (geplant) |
| Zundert           | Brauerei De Kievit (Kiebitz) in der Abtei Maria Toevlucht in Klein-Zundert, Provinz Noord-Brabant | 2013          | Zundert 8 und Zundert 10 (8 %) | nicht bekannt   |
| Tre Fontane       | Abtei Tre Fontane in Rom                                                                          | 2015          | Tre Fontane (8,5 %) | nicht bekannt   |
| Mount St. Bernard | Mount Saint Bernard Abbey nahe Coalville (Leicestershire)                                         | 2018          | Tynt Meadow (7,4 %) | nicht bekannt   |

## Liste Trappistenbiere „nicht ATP“
- Mont des Cats (Frankreich)
- Cerveza Cardeña Trappist (Spanien)

## Liste ehemaliger Trappistenbiere
- Achel (Belgien)
- Banja Luka (Bosnien)
- Chambarand (Frankreich)
- Engelhartszell (Österreich)
- Notre Dame du Gard (Frankreich)
- Notre Dame du Port Du Salut (Frankreich)
- Oelenberg (Frankreich)
- Sept Fons (Frankreich)
- Spencer (USA)
- Tegelen (Niederlande)

## Hinweise
Trappistenbiere sollten bei Kellertemperatur (12 bis 14 °C) und nicht im Kühlschrank gelagert werden, ansonsten werden sie trüb. Temperaturschwankungen und Licht wirken sich negativ auf den Geschmack aus. Vor dem Verzehr sollte das Bier mindestens acht Tage ruhen, damit sich die Schwebestoffe ablagern können. Beim Einschenken ist sehr behutsam vorzugehen, um die Sedimente in der Flasche zu belassen, der Hefesatz sollte nicht in das Glas gelangen. Trappistenbier serviert man in einer speziellen Schale, damit es atmen kann und das volle Aroma entfaltet.